# Cheilanthes cavernicola
Cheilanthes cavernicola là một loài dương xỉ trong họ Pteridaceae. Loài này được D.L.Jones mô tả khoa học đầu tiên năm 1988.
Danh pháp khoa học của loài này chưa được làm sáng tỏ. 